# Жёрновка (Московская область)
Жёрновка — деревня в Серпуховском районе Московской области. Входит в состав сельского поселения Липицкое. Менее чем в 500 метрах от границы деревни находится полигон твёрдых бытовых отходов «Жёрновка», площадью 4,1 га. Несмотря на то что полигон уже закрыт, работы по его рекультивации до сих пор не организованы[значимость факта?].

## Население
| 2002 | 2006 | 2010 |
| ---- | ---- | ---- |
| 34   | ↗36  | ↗42  |

## География
Расположена в южной части района, на правом берегу Оки на границе с Тульской областью. Находится к востоку от деревни Сенькино и к северу от деревни Вязищи, на расстоянии 10 километров от города Пущино.

## История
В советское время входила в Балковский сельский совет, в 1990—2000-х годах — в Балковский сельский округ. В ходе Муниципальной реформы 2006 года деревня включена в состав сельского поселения Липицкое.
Во времена СССР в Жёрновке располагались большой охраняемый яблоневый сад и свиноферма. В деревне имеется церковь Преображения Господня, в советский период находившаяся в полуразрушенном состоянии и использовавшаяся местным населением как источник строительных материалов. В 90-х годах XX века началась реставрация церкви, с 1995 года в ней проводятся службы.